# David Rocastle
David Carlyle Rocastle, född 2 maj 1967 i London, död 31 mars 2001, var en engelsk fotbollsspelare.

## Biografi
Efter att ha slutat skolan sommaren 1983 började han som lärling i Arsenal och tillbringade två år i juniorlaget innan han skrev proffskontrakt inför säsongen 1985/86. Han gjorde debut mot Newcastle United och tog snart en ordinarie plats i A-laget. 1987, strax innan han fyllde 20 år, var han med om att vinna Ligacupen efter att Arsenal slagit Liverpool i finalen på Wembley Stadium. Han var även med i det Arsenallag som nådde final i Ligacupen mot Luton Town följande år, men Arsenal tappade en 2–1-ledning och förlorade med 3–2 efter att Luton gjort mål i sista minuten.
Rocastle vann ligan två gånger med Arsenal. Den första titeln kom 1989, då han spelade i alla 38 matcherna. Arsenal säkrade titeln när man besegrade Liverpool med 2–0 på Anfield i säsongens sista match, och passerade Liverpool på bättre målskillnad. Arsenal kunde dock inte delta i Europacupen säsongen 1989/90, eftersom engelska klubbar fortfarande var avstängda från europeiskt spel på grund av Heyselkatastrofen 1985. Arsenal kom på fjärde plats i ligan 1989/90 och missade därmed UEFA-cupen (engelska lag fick återigen delta i europacuperna). Rocastle tappade formen, och petades även från truppen till det engelska landslaget inför VM i Italien 1990, trots att han medverkade i 5 kvalmatcher inför mästerskapet.
Säsongen 1990/91 kunde Rocastle bara spela 16 ligamatcher på grund av en knäskada, men han hade ändå del i att Arsenal tog hem ligatiteln efter bara en förlust i ligan på hela säsongen. Följande säsong var han tillbaka på allvar och spelade 39 av 42 ligamatcher. Han fick spela tillsammans med sin barndomsvän Ian Wright.
Under sin tid i Arsenal spelade Rocastle 14 landskamper för England. Han gjorde inget mål, men var däremot aldrig med om att förlora, och han såg ut att gå mot en framgångsrik landslagskarriär. 1992 spelade han dock sin 14:e och sista landskamp för England mot Brasilien 14 maj 1992.
Efter säsongen 1991/92 såldes Rocastle till ligamästarna Leeds United för två miljoner pund. Tränaren Howard Wilkinson såg Rocastle som en framtida ersättare för veteranen Gordon Strachan. Strachan kom dock att spela ytterligare tre säsonger som ordinarie i Leeds. Detta medan Rocastle hölls utanför laget, dels på grund av skada, dels på grund av konkurrens från andra spelare. Han stannade i klubben fram till december 1993, då han såldes till Manchester City för två miljoner pund.
Flytten till Manchester blev dock inte helt lyckad för Rocastle. Efter säsongen värvade tränaren Brian Horton Swindons ytter Nicky Summerbee, vilket innebar att Rocastles dagar i klubben var räknade. Därför såldes han inför säsongen 1994/95 till Chelsea för 1,25 miljoner pund. 1994/95 spelade Rocastle närmare 40 matcher för Chelsea och gjorde två mål i Cupvinnarcupen, där Chelsea nådde semifinal. Följande säsong fick han återigen problem med skador och spelade bara en match i oktober 1995, även om han hade kontrakt med klubben ända till 1998. Säsongen 1996/97 var han utlånad till Norwich City och 1997/98 var han en kort period utlånad till Hull City. Låneperioderna utmynnade dock inte i något mer, och båda gångerna återvände han till Chelsea och fick spela i klubbens reservlag.
Efter att kontraktet med Chelsea hade gått ut 1998, flyttade han till malaysiska Selangor. Han kunde dock inte hålla sig skadefri och avslutade karriären efter bara en säsong.
I februari 2001 meddelade Rocastle att han hade drabbats av cancer. Han fick behandling och hoppades att han skulle bli återställd, men avled den 31 mars 2001, 33 år gammal.